# Der Flieger (1985)
Der Flieger (Alternativtitel: Absturz in der Wildnis; Originaltitel: The Aviator) ist ein US-amerikanischer Abenteuerfilm aus dem Jahr 1985. Regie führte George Miller, das Drehbuch schrieb Marc Norman anhand des Romans The Aviator von Ernest K. Gann.

## Handlung
Die Handlung spielt im Jahr 1928. Der Pilot Edgar Anscombe überlebte eine Flugzeugkatastrophe, in der ein Mensch getötet wurde. Er ist danach traumatisiert und lebt vom Fliegen kleiner Flugzeuge, die Post befördern. Rose Stiller interessiert sich für ihn, kommt ihm jedoch nicht näher.
Eines Tages nimmt Anscombe Tillie Hansen, die Tochter eines Unternehmers, mit. Er streitet mit der Frau. Das Flugzeug stürzt ab; Anscombe und Hansen überleben. Sie warten zuerst am Flugzeug auf Hilfe, aber nach einiger Zeit werden sie dort von Wölfen angegriffen. Die Überlebenden versuchen, menschliche Siedlungen zu erreichen und kommen sich dabei näher. Hansen, die eine Verletzung erleidet, wird von dem Piloten getragen. Anscombe erreicht eine Hütte, in der ein Bahnmitarbeiter lebt, der jedoch jegliche Hilfeleistung verweigert.
Anscombe wird von einem Wolf angegriffen, den Hansen erschießt. Kurz darauf findet einer der Kollegen Anscombes die Gestrandeten und bringt sie mit seinem Flugzeug in die Basis zurück. Anscombe verspricht Hansen, sie im Krankenhaus zu besuchen.

## Hintergrund
Der Film wurde in Jugoslawien gedreht. Er spielte in den Kinos der USA ca. 1,3 Millionen US-Dollar ein.

## Kritiken
Derek Smith schrieb im Apollo Movie Guide, der Zuschauer frage sich, ob er den Film bereits zuvor gesehen habe. Die Formel wirke bekannt und vorhersehbar. Zu den größten Problemen gehöre, dass die Autoren sich nicht zwischen einem romantischen Film und einem Actionfilm entscheiden konnten. Das Drehbuch sei lückenhaft, das Spiel der Hauptdarsteller sei jedoch „überraschend gut“.
Die Zeitschrift TV Spielfilm 8/2008 bezeichnete den Film als „lahm“.

„Fliegerabenteuer mit einer Liebesgeschichte am Rande, das im wesentlichen um die Themen Verantwortung und Berufsethos kreist. Gemächlich inszenierte Unterhaltung mit einigen gelungenen Landschafts- und Tieraufnahmen.“